# チャールビ・ディーン
チャールビ・ディーン（Charlbi Dean, 本名：チャールビ・ディーン・クリーク(Charlbi Dean Kriek), [ˈʃɑːrlbi] SHARL-bee、1990年2月5日 - 2022年8月29日）は、南アフリカ共和国出身の女優、モデル。

## 来歴
ケープタウン出身。6歳からモデルを始めた。2009年に交通事故により脾臓を摘出した。
2010年、トロイ・シヴァン主演の映画『Spud（原題）』で女優デビュー。その後も女優・モデルとして活動していたが、2022年8月29日、犬猫の口の中に存在する細菌カプノサイトファーガを原因とする細菌性敗血症のためニューヨークの病院で死去、32歳。

## 主な出演作品
| 公開年 | 邦題 原題                                         | 役名               | 備考                      |
| ------ | ------------------------------------------------- | ------------------ | ------------------------- |
| 2010   | Spud                                              | Amanda             | デビュー作                |
| 2013   | デス・レース3 インフェルノ Death Race: Inferno    | Calimity J         | オリジナルビデオ          |
| 2013   | Spud 2: The Madness Continues                     | Amanda             |                           |
| 2017   | エレメンタリー ホームズ&ワトソン in NY Elementary | 美女               | テレビドラマ、1エピソード |
| 2017   | ドント・スリープ 蘇る悪夢 Don't Sleep             | ショーン・エドモン |                           |
| 2018   | ブラックライトニング Black Lightning              | Syonide            | テレビドラマ、9エピソード |
| 2022   | 逆転のトライアングル Triangle of Sadness          | ヤヤ               | 遺作                      |